# Ååh, en sån skräcknatt
Ååh, en sån skräcknatt (engelska: What a Carve Up!) är en brittisk skräckkomedi från 1961 i regi av Pat Jackson.
Filmen är löst baserad på Frank Kings roman The Ghoul.

## Roller (urval)
- Kenneth Connor – Ernie Broughton
- Sid James – Syd Butler
- Shirley Eaton – Linda Dixon
- Donald Pleasence – Everett Sloane
- Michael Gough – Fisk
- Esma Cannon – tant Emily
- Dennis Price – Guy Broughton
- Michael Gwynn – Malcolm Broughton
- Valerie Taylor – Janet Broughton
- George Woodbridge – dr Edward Broughton
- Timothy Bateson – portvakten
- Frederick Piper – likvagnschauffören